# وینارکا، استرالیای جنوبی
وینارکا (به انگلیسی: Wynarka) یک منطقهٔ مسکونی در استرالیا است که در استرالیای جنوبی واقع شده‌است.